# Silis rubricollis
Silis rubricollis is een keversoort uit de familie soldaatjes (Cantharidae). De wetenschappelijke naam van de soort werd in 1858 gepubliceerd door Boh.